# Loïc Le Mignon
 (novembre 2015).
Si vous disposez d'ouvrages ou d'articles de référence ou si vous connaissez des sites web de qualité traitant du thème abordé ici, merci de compléter l'article en donnant les références utiles à sa vérifiabilité et en les liant à la section « Notes et références ».
Loïc Le Mignon est un navigateur français né en 1970.

## Palmarès
- 2010 : Vainqueur du Trophée Jules-Verne à bord de Groupama 3 en 48 jours 7 heures 44 minutes et 52 secondes[1]
- 2008 : Responsable du trimaran Groupama 3
- 2007 : Record de la traversée de l'Atlantique Nord à la voile en 4 j 3 h 57 min 54 s,
- 2007 : Record de distance à la voile en 24 heures avec le trimaran Groupama 3 avec 794 milles parcourus
- 2007 : Record Miami-New-york, avec le trimaran Groupama 3 en 1 j 11 h 5 min
- 2005 : Responsable du trimaran Gitana 11
- 2001 : 3e à la Transat Jacques-Vabre avec Loïck Peyron sur Fujifilm